# Леонберг
Леонберг (на немски: Leonberg) е град в Германия. Намира се на 13 км западно от Щутгарт и влиза в състава на провинция Баден-Вюртемберг. Градът е известен с породата кучета леонбергер, както и като рождено място на философа Фридрих Шелинг. Населението му е 48 222 жители (по приблизителна оценка от декември 2017 г.).